# José Joaquín Rojas
José Joaquín Rojas Gil (født 6. august 1985 i Cieza, Murcia) er en spansk forhenværende professionel landevejsrytter og nu sportsdirektør på Movistar Team.
José Joaquín Rojas blev professionel i 2006 på Liberty Seguros-Würth-holdet.